# Мусин-Пушкин, Владимир Алексеевич
Граф Владимир Алексеевич Му́син-Пу́шкин (31 марта 1798 — 1854) — капитан Измайловского полка, крупный землевладелец, член Северного общества, знакомый А. С. Пушкина.

## Биография
Владимир Алексеевич Мусин-Пушкин родился в семье графа Алексея Ивановича Мусина-Пушкина, происходившего из знатного дворянского рода Мусиных-Пушкиных, и Екатерины Алексеевны, урождённой княжны Волконской. Воспитывался в Петербурге в иезуитском пансионе аббата Николя, потом поступил в Пажеский корпус. Унаследовал от родителей имения Иловна и Настасьино.
Избрал карьеру военного и в 1816 году был зачислен в Бородинский полк. В том же году проходил курс математики в Московском училище колонновожатых. Ко времени Декабристского восстания служил капитаном лейб-гвардии Измайловского полка, состоял адъютантом главнокомандующего 1-й армией Ф. В. Остен-Сакена. Был членом Северного общества. 
В 1826 году за связь с декабристами был арестован и заключён в Петропавловскую крепость. По повелению Николая I, после семимесячного заключения переведён из гвардии в один из обычных полков 25-й пехотной дивизии в Финляндии.

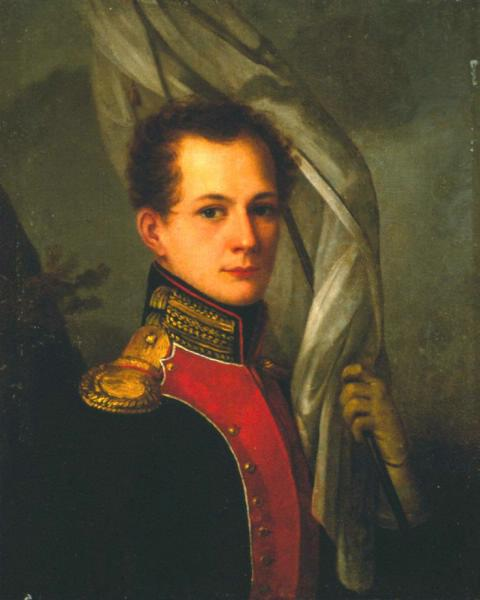
Граф Владимир Алексеевич Мусин-Пушкин, 1810-е годы

Мусин-Пушкин имел знакомство с Петром Вяземским, Александром Тургеневым, Александром Пушкиным и Евгением Боратынским; дружил с Карлом Брюлловым, который рисовал, и самого Мусина-Пушкина, и его жену.
В 1829 году Мусин-Пушкин был отправлен на Кавказ в действующую армию. В Новочеркасске он встретил А. С. Пушкина и они вместе путешествовали до Тифлиса; об этом Пушкин несколько раз упоминает в «Путешествии в Арзрум».
В 1831 году В. А. Мусин-Пушкин вышел в отставку в чине капитана и переехал вместе с семьёй на постоянное жительство в Москву, затем — в Санкт-Петербург. 
Мусин-Пушкин был известен страстью к азартным играм; он не раз проигрывал крупную сумму, из-за чего в семье росли долги.  Последние годы провёл в имении Борисоглеб в Ярославской губернии, где занимался хозяйством. Скончался неожиданно осенью 1854 года, заразившись холерой при осмотре одной из московских больниц. К моменту смерти его долги составляли около 700 тысяч рублей. Похоронен в одном склепе с женой в
Борисоглебе, сегодня их могилы — на дне Рыбинского водохранилища.

## Семья
В 1827 году, во время службы в Финляндии, в Гельсингфорсе Мусин-Пушкин познакомился с 16-летней красавицей Эмилией Шернваль (1810—1846). В следующем году, несмотря на сложности с получением разрешения на женитьбу от армейского начальства, администрации и протесты родни, состоялась их свадьба. У супругов Мусиных-Пушкиных родились четыре сына и две дочери, два сына умерли во младенчестве:
- Алексей (1831—1889), мологский уездный предводитель дворянства. Был женат на Екатерине Алексеевне Мусиной-Пушкиной (1845—1923), которая вскоре после свадьбы покинула мужа и вышла в 1873 году замуж за князя Б. А. Куракина, а несчастный Алексей Владимирович сошёл с ума.
- Владимир (1832—1865), его дочь Александра (1863—1913) была первой женой графа А. Ф. Гейдена.
- Александра (05.08.1835[2]—12.11.1858), родилась в Москве, крещена 21 августа 1835 года в церкви Антипия на Колымажном дворе при восприемстве князя Н. И. Трубецкого, брата Владимира, М. А. Хитрово и баронессы А. К. Шернваль; скончалась от чахотки в Париже, временно была похоронена на кладбище Пер-Лашез.
- Мария[фин.] (27.11.1840[3]—1870), крещена 17 декабря 1840 года в Исаакиевском соборе, крестница графа М. Ю. Виельгорского и своей тетки А. Карамзиной, после смерти матери воспитывалась у неё и в 1858 году была её официально удочерена. В 1860 году вышла замуж за графа Константина Линдера (1836—1908), статс-секретаря по делам Финляндии.

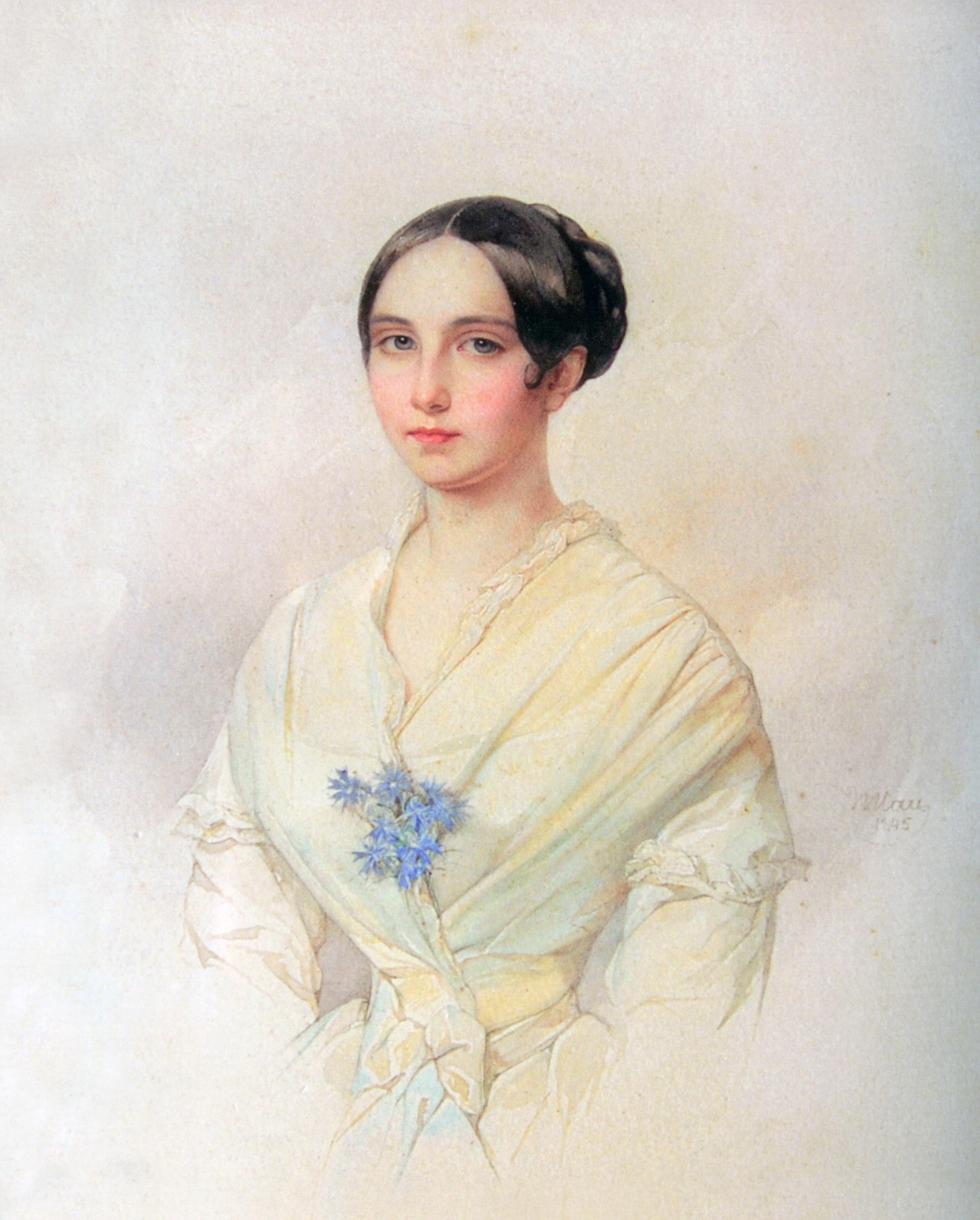
Эмилия Карловна. Акварель В.И.Гау (1845)
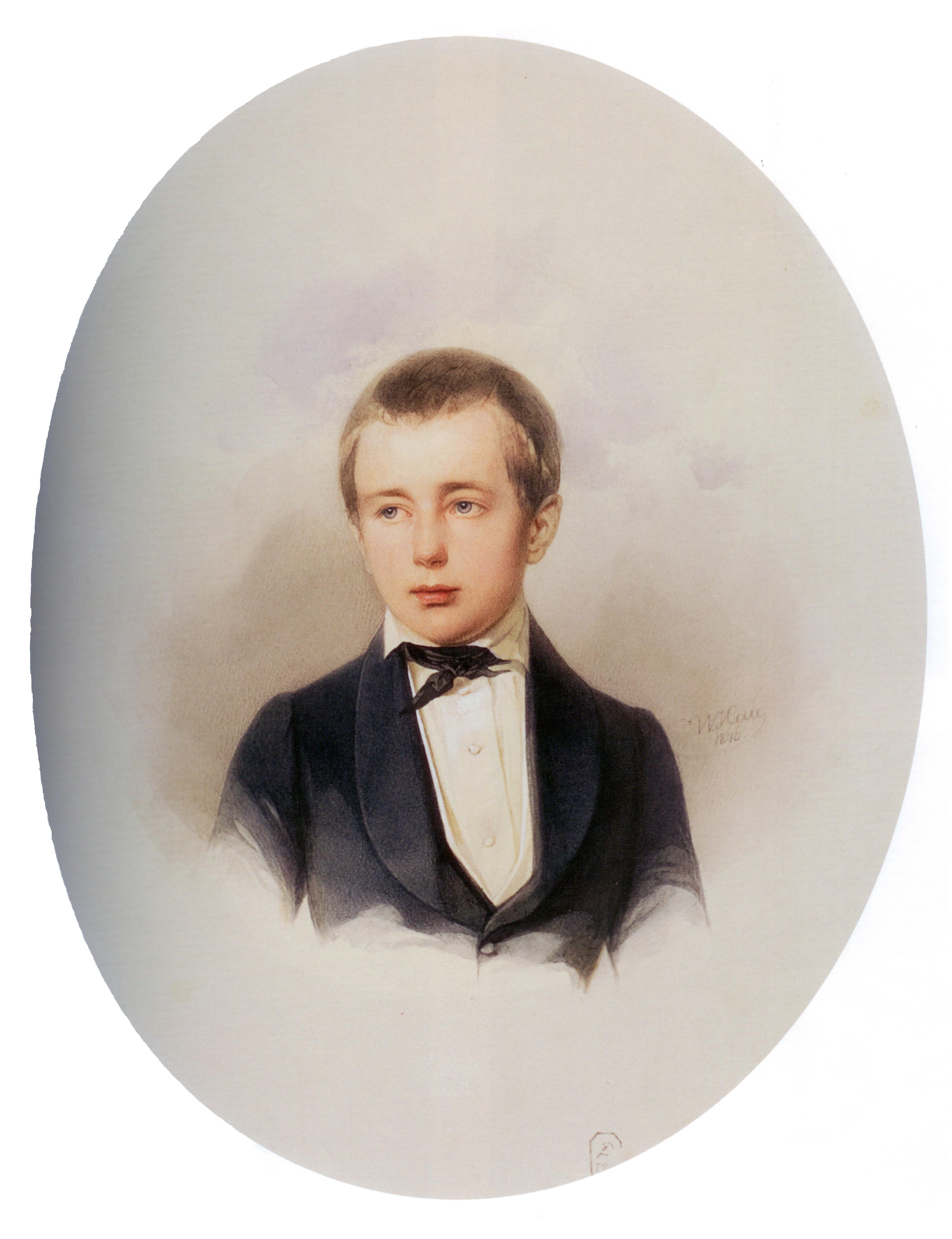
Алексей Владимирович
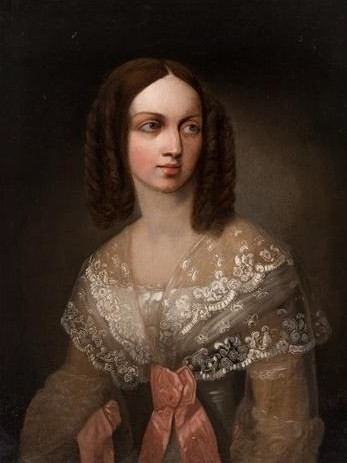
Александра Владимировна
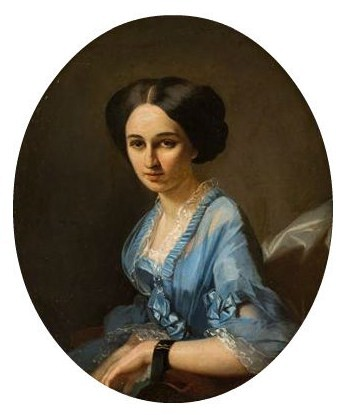
Мария Владимировна